# Basterotetjärnen
Basterotetjärnen är en sjö i Munkedals kommun i Bohuslän och ingår i Enningdalsälvens huvudavrinningsområde. Basterotetjärn ligger i Kynnefjäll Natura 2000-område.